# علي الكلثمي
علي الكلثمي (2 سبتمبر 1983 -)، ممثل ومخرج وكاتب سعودي، وشريك مؤسس لمشروع «تلفاز 11».

## النشأة
ولد في محافظة النماص، قبل أن يكمل سبعة أشهر في بطن أمه. نشأ علي في كنف أسرة محدودة الدخل في حي الوزارات بالرياض. والده كان صاحب خلفية عسكرية، وعمل في وزارة الدفاع نحو أربعة عقود.
تخرج من الثانوية العامة والتحق بكلية التربية قسم الحاسب الآلي في جامعة الملك سعود.

## السيرة
انضم إلى مجموعة إم بي سي مشرفاً لنظم المعلومات في مكاتبها بالرياض. صور عدة أفلام قصيرة، وصنع مقاطع كوميدية ساخرة على اليوتيوب. في هذه الأثناء كان مشروع (لا يكثر) يختمر في رأسه بعد أن تعرف على الشاب فهد البتيري خلال عرض (ستاند أب كوميدي) أقيم في البحرين. عرض عليه البتيري مشروع كوميدي يود تقديمه على اليوتيوب ويتطلع أن يتعاون فيه معه والمخرج علاء يوسف لاسيما بعد أن شاهد لهما عملا مشتركا سابقا.
اشتركا لاحقا في مشروع بعنوان: (تقريبا) تدور أحداثه حول أربع مراهقين يعيشون في الرياض، وكان فهد يمثل إحدى هذه الشخصيات، لكن لم ير هذا المشروع النور رغم الفيديو الدعائي الذي أطلقه طاقم العمل إيذانا بقرب عرضه. بعد أن تعثر (تقريبا) عاد مشروع (لا يكثر) للواجهة من جديد. وبدأ عرض البرنامج على اليوتيوب في 7 نوفمبر 2010.

## أعماله
- خمبلة
- كيس رمضاني
- فليم
- وسطي
- الخلاط+[5]
- مندوب الليل (2023).

## الجوائز
حصل على جائزة أفضل مخرج قادم في مهرجان هوشي منه السينمائي الدولي في فيتنام عام 2024م.

## وصلات خارجية
- علي الكلثمي على موقع IMDb (الإنجليزية)
- علي الكلثمي على موقع قاعدة بيانات الفيلم (الإنجليزية)